# Wild / Dr.
Singles de Namie Amuro
60s 70s 80s
(2008) Break It / Get Myself Back
(2010)
WILD / Dr. est le 33e single régulier de Namie Amuro sorti sur le label Avex Trax, ou le 35e sous son seul nom en comptant les deux sortis sur le label Toshiba-EMI. 

## Présentation
C'est un single "double-face A", qui sort le 18 mars 2009 au Japon et se classe 1er à l'Oricon. C'est le 11e single N°1 de Namie Amuro. Il se vend à 75 456 exemplaires la première semaine, et reste classé pendant 17 semaines, pour un total de 119 352 exemplaires vendus. 
Selon l'Oricon, Namie Amuro bat un record en ayant vu tous ses singles débuter dans le top 10 des classements de disques depuis 14 ans. 
Le single sort un an après le précédent, 60s 70s 80s, et huit mois après son précédent disque, l'album Best Fiction. Il sort également en format CD+DVD, avec les clips vidéo des deux titres. Celui de Dr. est le premier clip de Namie Amuro à être réalisé entièrement en animation. La chanson Dr. a servi de thème musical pour une campagne publicitaire de la marque Vidal Sassoon, et Wild pour celle de Coca Cola ZERO. Les deux titres figurent sur l'album Past<Future.

## Liste des titres
Toutes les paroles sont écrites par Michico.
| 1. | WILD                | 3:20 |
| 2. | Dr.                 | 5:36 |
| 3. | WILD (Instrumental) | 3:20 |
| 4. | Dr. (Instrumental)  | 5:36 |

| 1. | WILD (PV) |  |
| 2. | Dr. (PV)  |  |